# Vi möts igen
Vi möts igen (engelska: We'll Meet Again) är en brittisk dramaserie från 1982. Titeln är baserad på den populära sången We'll Meet Again från andra världskriget, framförd av Vera Lynn. Seriens musikaliska tema komponerades av Denis King. Serien hade svensk premiär i TV2 den 15 november 1983.

## Handling
Serien utspelar sig i den fiktiva byn Market Weatherby i Suffolk, East Anglia, dit en amerikansk flygflottilj med bombplan ur Eight Air Force anländer i april 1943. Känslor uppstår mellan läkaren Helen Dereham, vars make är borta och krigar i Europa och Major Jim Kiley, som är befäl på den närliggande USAAF-basen. Spänning uppstår även mellan lokalbefolkningen och de "inkräktande" amerikanska soldaterna, vars blotta närvaro påverkar deras ordning och levnadssätt. Det råder delade meningar om amerikanernas inblandning och agerande, vilket orsakar sprickor i familjerna i byn. En del välkomnar hjälpen i det krigströtta England och uppskattar ombytet, medan andra provoceras av de självsäkra och djärva amerikanska flygarna. Nya vänskapsband knyts, relationer inleds och tillvaron ställs på ända i krigets skugga.

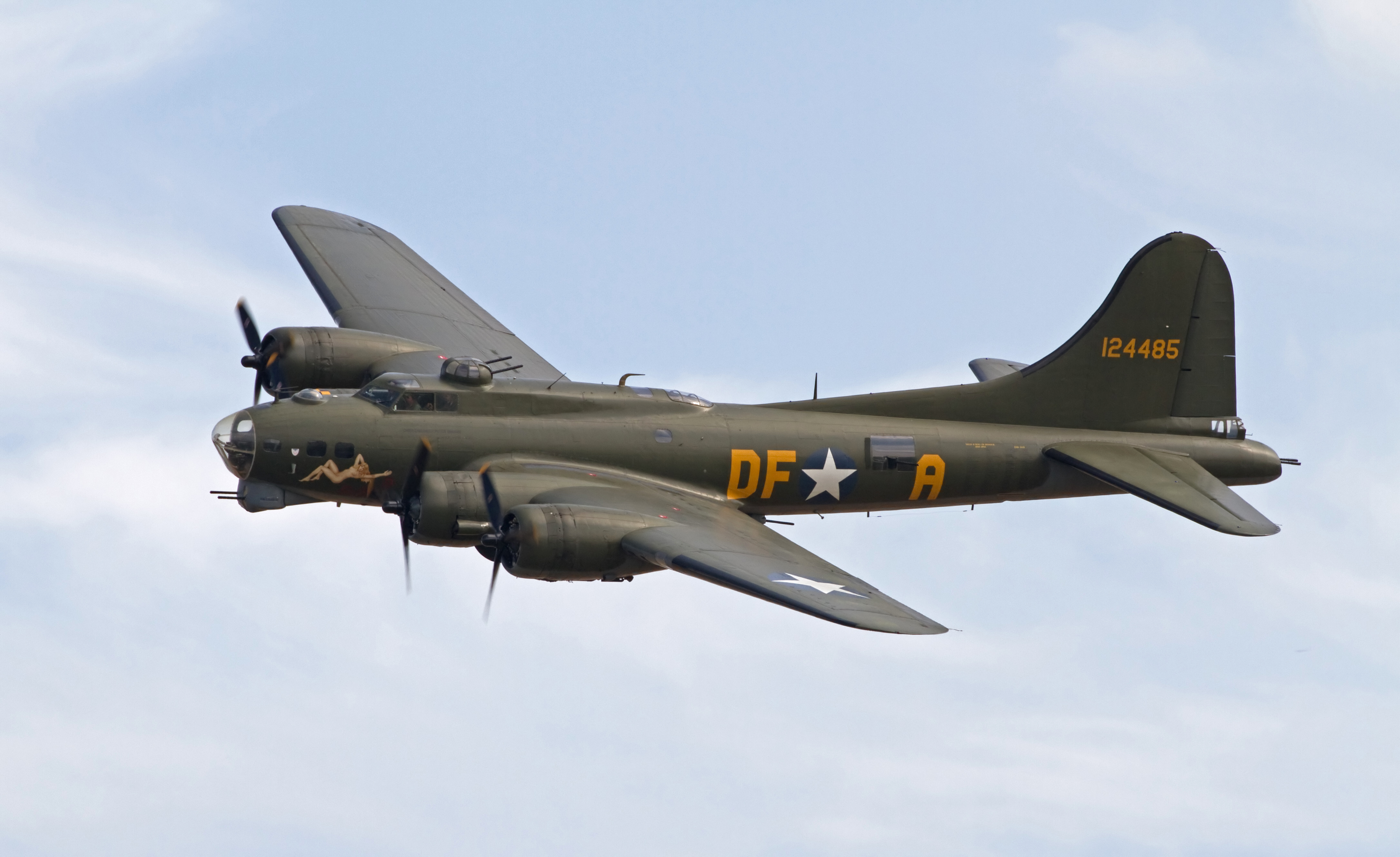
Boeing B-17, Sally B, på en flyguppvisning 2011. Flygplanet användes vid inspelningen av TV-serien.

## Rollista i urval
- Susannah York - Helen Dereham
- Michael J Shannon - Major Jim Kiley
- Lou Hirsch - Sergeant Hymie Stutz
- Patrick O'Connell - Jack Blair
- Lynne Pearson - Rosie Blair
- Carolyn Pickles - Sally Bilton
- James Saxon - Sergeant Elmer Jones
- Gavan O'Herlihy - Kapten 'Red' Berwash
- June Barry - Vera Mundy
- Ray Smith - Albert Mundy
- Ronald Hines - Major Ronald Dereham
- Ed Devereaux - Överste Rufus Krasnowici
- Christopher Malcolm - Master Sgt. Joe 'Mac' McGraw
- Natalie Ogle - Letty Mundy
- Patrick Pearson - Peter Mundy
- Kathryn Pogson - Vi Blair
- Lise Ann McLaughlin - Patricia Dereham
- Joris Stuyck - Master Sgt. Chuck Ericson
- Holly Watson - Betty Bilton
- David Baxt - Sgt. Mario Bottone
- Gillian Phelps - Syster Dickson
- Julia McCarthy - Ruby Bilton
- Richard LeParmentier - Kapten Lester Carson
- Susan Engel - Phyllis Lambourn
- Stuart Wilson - Sid Davis
- Madeleine Christie - Nanny
- John Bleasdale - Charlie
- John Arthur - Lt. Herman Krotnik
- Kevin McNally - Pfc. John Wyatt
- Danny Webb - Ung rekryt

## Övrigt
Serien blev uppmärksammad för realistiska flygscener och skildringar av en amerikansk flygbas. Vid inspelningen användes en autentisk Boeing B-17 Flygande Fästning, Sally B, registreringsnummer G-BEDF. I serien föreställde Sally B dock ett annat flygplan, Ginger Rogers.

## DVD
Serien finns utgiven på DVD.